# Idrottsföreningen Kamraterna Norrköping (femminile)
L'drottsföreningen Kamraterna Norrköping Damlag, meglio noto come IFK Norrköping, è una squadra di calcio femminile svedese, sezione dell'omonimo club con sede nella città di Norrköping, nell'Östergötland.
Dalla stagione 2023 milita in Damallsvenskan, la massima serie del campionato svedese di categoria.

## Storia
Prima dell'inizio della stagione 2009, la dirigenza dell'IFK Norrköping, che dagli anni ottanta non aveva una squadra di calcio femminile, ha deciso di istituire una sua squadra femminile che al suo primo anno fu iscritta, affidandola nella sua direzione tecnica all'ex giocatore della squadra maschile Robert Fyrberg, alla Division 2, l'allora terzo e più basso livello del campionato svedese di categoria. Nei progetti del club c'era l'intenzione di diventare, come era successo per il Linköping, una squadra della città capace di attrarre i talenti di Norrköping e poter così ambire a conquistare un posto Damallsvenskan.
Al suo secondo anno di storia, nella stagione 2010, la squadra inizia a conquistare i suoi primi successi vincendo Östgötacup ottenuta superando ai calci di rigore in finale le avversarie del Borens IK; la competitività dell'IFK Norrköping crebbe fino ad assicurarsi la promozione in Division 1 per la stagione 2011, conquistata dopo le partite di qualificazione, al Nya Parken in ottobre dopo l'1-0 contro lo Stuvsta IF, risultato legato alle prestazioni della leader della squadra Sandra Landberg-Carlzon.
Nella stagione 2012 la squadra ha mancato la promozione nella neofondata Elitettan, dvenuta nel frattempo secondo livello del campionato, e ha giocato la stagione 2013 nella Division 1 Östra.
La stagione successiva conferma la competitività della squadra che, perdendo solo tre punti sull'intera posta in tutta la stagione ha vinto la Division 1. Nell'incontro di qualificazione per l'Elitettan, sono stati sorteggiati contro il Brommapojkarna. Il primo incontro al Grimsta IP è stato vinto dal Norrköping per 1-0, con rete di Irma Nordmark. Nella partita di ritorno al Nya Parken, il BP si è dimostrato all'altezza della situazione e ha vinto per 5-2. Nonostante una stagione sempre ai vertici della classifica, non è mai arrivata la promozione alla seconda serie.
Dopo aver mancato la promozione, il Norrköping ha mantenuto la sua squadra principale e si è concentrato sulla stagione 2014 per raggiungere nuovamente l'Elitettan, ora con Kent Hellström come allenatore capo. La stagione si è conclusa con un terzo posto dopo Växjö DFF e IFK Kalmar.
Prima della stagione 2015 la squadra ha perso molte giocatrici importanti, tra le quali Mathilda Johansson Prakt, Dafina Memedov ed Emma Ekman, che si sono tutte trasferite in club di Elitettan, sostituite per lo più con giocatrici provenienti dalle proprie giovanili e da club vicini.
Per la conquista della categoria superiore la società deve attendere altri cinque anni, riuscendo nell'impresa solo al termine della stagione 2020.
Alla primo campionato di Elitettan 2021 la squadra si scontra con la maggiore competitività delle avversarie di categoria superiore, riuscendo tuttavia grazie alle 8 vittorie, 6 pareggi e 12 sconfitte a raggiungere l'11º posto, il migliore tra le tre neopromosse, e di conseguenza la salvezza. Ma è in quello successivo che l'IFK Norrköping si rivela tra le protagoniste del campionato con un salto prestazionale che le permettono, a fine campionato di classificarsi al 2º posto, a 8 punti dal Växjö DFF, evitando lo spareggio promozione/retrocessione e guadagnandosi per la prima volta nella sua storia sportiva l'accesso alla Damallsvenskan, il 29 ottobre 2022, con una giornata d'anticipo, per il campionato 2023.

## Strutture

### Stadio
Il Nya Parken, dal gennaio 2021 ribattezzato PlatinumCars Arena per ragioni di sponsorizzazione, ha una capacità di 17 234 spettatori.

## Palmarès

### Altri piazzamenti
- Campionato svedese di seconda divisione:

Secondo posto: 2022
- Coppa di Svezia:

Finalista: 2024-2025

## Organico

### Rosa 2023
Rosa, ruoli e numeri di maglia come da sito ufficiale, aggiornati al 14 marzo 2023.
| N. |                        | Ruolo | Calciatrice      |
| -- | ---------------------- | ----- | ---------------- |
| 1  | Svezia (bandiera)      | P     | Sofia Hjern      |
| 2  | Canada (bandiera)      | D     | Shannon Woeller  |
| 3  | Svezia (bandiera)      | D     | Clara Flenhagen  |
| 4  | Svezia (bandiera)      | D     | Ebba Handfast    |
| 5  | Svezia (bandiera)      | D     | Jennie Egeriis   |
| 5  | Svezia (bandiera)      | C     | My Cato          |
| 7  | Ghana (bandiera)       | C     | Azumah Bugre     |
| 8  | Svezia (bandiera)      | A     | Molly Wiklander  |
| 9  | Stati Uniti (bandiera) | A     | Nicole Robertson |
| 10 | Svezia (bandiera)      | A     | Wilma Leidhammar |
| 11 | Svezia (bandiera)      | A     | Lisa Johansson   |
| 13 | Svezia (bandiera)      | A     | Thilde Alvberger |

| N. |                          | Ruolo | Calciatrice         |
| -- | ------------------------ | ----- | ------------------- |
| 14 | Svezia (bandiera)        | C     | Elsa Burvall        |
| 15 | Svezia (bandiera)        | A     | Lovisa Gustafsson   |
| 17 | Finlandia (bandiera)     | C     | Vilma Koivisto      |
| 18 | Svezia (bandiera)        | A     | Stina Dahl Forslund |
| 19 | Svezia (bandiera)        | A     | Sabina Ravnell      |
| 20 | Svezia (bandiera)        | D     | Selma Cajlakovič    |
| 21 | Canada (bandiera)        | D     | Kristen Sakaki      |
| 22 | Australia (bandiera)     | A     | Chelsie Dawber      |
| 24 | Svezia (bandiera)        | D     | Irma Cajlakovič     |
| 25 | Svezia (bandiera)        | C     | Viktoria Veber      |
| 29 | Nuova Zelanda (bandiera) | P     | Erin Nayler         |
| 30 | Svezia (bandiera)        | P     | Tyra Berggården     |